# Parroquia Padre Barral
La Parroquia Padre Barral o simplemente Padre Barral, es una de las 6 divisiones administrativas en las que se organiza el Municipio Antonio Díaz en el Estado Delta Amacuro, al este del país sudamericano de Venezuela.

## Historia
El territorio fue explorado y colonizado por los españoles y formó parte de la Capitanía General de Venezuela desde 1777. En la Venezuela independiente formó parte del Cantón Piacoa entre 1830 y 1856.
Entre 1884 y 1991 formó parte del Territorio Federal Delta Amacuro. En 1931 llegó al área el padre católico Basilio María de Barral un misionero gallego que vivió en Venezuela hasta 1988, falleciendo 4 años después en España. Entre sus obras se incluyen un Diccionario Warao-Español publicado en Caracas en 1957, En honor a su trabajo en el área con los indígenas el territorio recibió su actual nombre. Desde 1992  el sector es una de las parroquias del Estado Delta Amacuro.

## Geografía
Localizada entre la costa del Océano Atlántico y el Delta del Orinoco posee una superficie estimada en 160.400 hectáreas (equivalentes a 1604 kilómetros cuadrados) por lo que constituye la parroquia más pequeña de las 6 en las que divide el Municipio Antonio Díaz. Su territorio esta cubierto por una espesa selva (Bosque de Manglar sobre Ciénagas), posee numerosos islas entre las que destacan las de Burojoida, Iduburojo y la isla El Barril. Su Capital y localidad más poblada es San Francisco de Guayo.
Limita al norte con la parroquia Manuel Renaud, al oeste con la Parroquia Santos de Abelgas, al sur con la Parroquia de Curiapo y al este con el Océano Atlántico.

### Lugares de interés
- San Francisco de Guayo
- Isla Burojoida (28 km²)
- Isla Iduburojo (44 km²)
- Isla El Barril (16,85 km²)